# Paul Bosq
Marie Joseph Paul Bosq, né le 25 février 1845 à Marseille, et mort le 30 octobre 1922 à Diénay, est un écrivain et journaliste français.

## Biographie

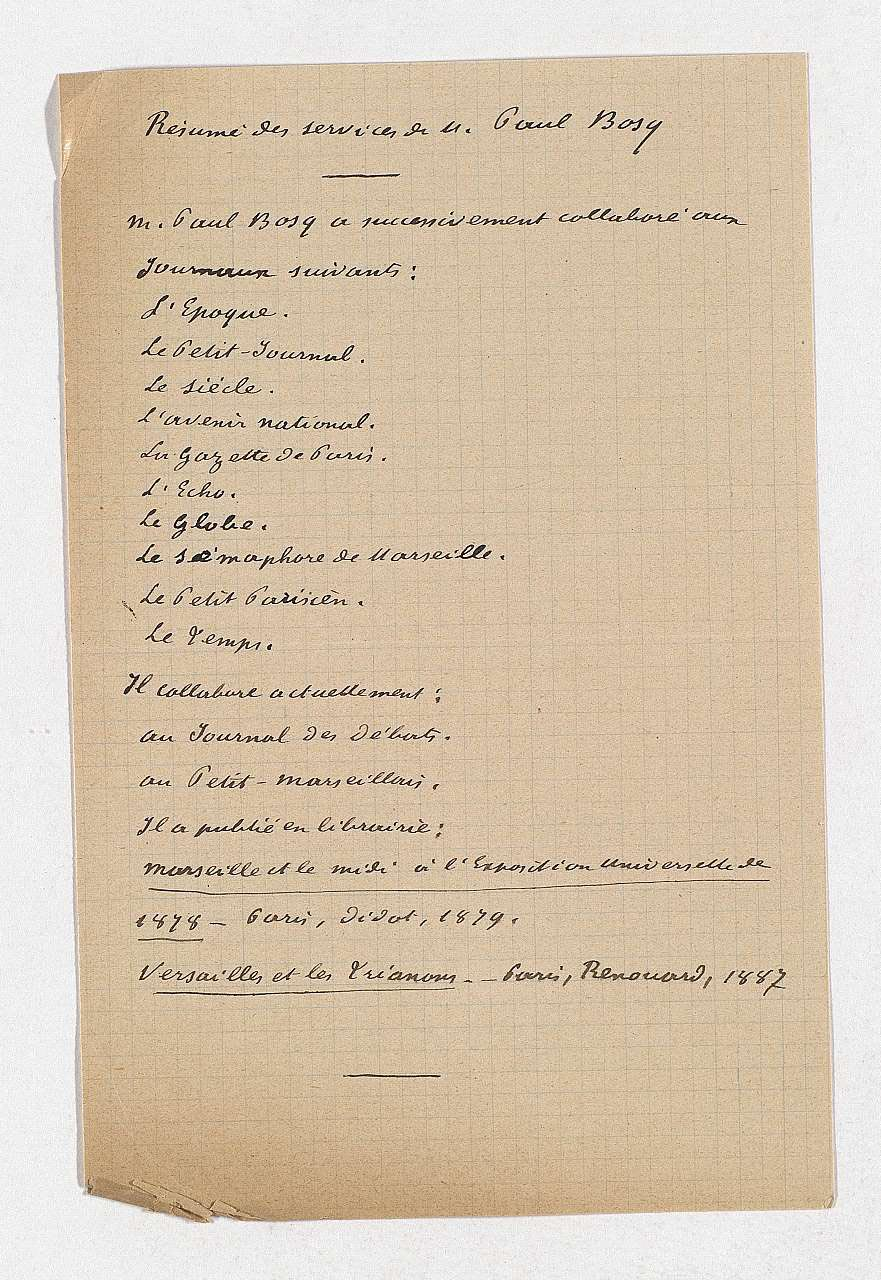
Résumé de carrière de Paul Bosq en 1894.

Paul Bosq est le fils de l'homme de lettres Théophile Bosq,,.
Il fait ses études au lycée Thiers de Marseille, et s'installe à Paris en 1865 à l'âge de 20 ans. Il fait partie de l'Association des journalistes parisiens.
Il travaille pour les journaux Le Figaro, Les Débats, Le Petit Marseillais, La Revue de Marseille, Le Gaulois, Le Phocéen, L'Époque, Le Petit Journal, L’Écho et Le Globe.
Il est décoré comme chevalier de La Légion d'honneur le 14 septembre 1894 par Georges Patinot,. Au moment de sa décoration il est domicilié au 5 rue Crevaux à Paris.
Il épouse Camille Sophie Cousturier. En 1892, le couple acquiert à Diénay la maison seigneuriale, dite aujourd'hui Bosq-Cousturier (maison située au 1 Place René Drouot à Diénay). Le couple aura deux filles, Germaine et Geneviève Bosq.

## Pseudonymes
En tant que journaliste, il emploie différents pseudonymes : Fontenay, Paul Diénay (Diénay étant une commune où il acquiert une maison seigneuriale avec son épouse Camille), Paul Mersanne (Mersanne était le nom de jeune fille de sa mère), Jac-Mercier et Henri Conseil (sur La Gazette Parlementaire du périodique Le Gaulois).

## Articles
Le 25 juin 1886, il signe sous son pseudonyme Henri Conseil sur le périodique Le Gaulois un article intitulé Chambre des députés .
Le 21 juillet 1895, il publie un article dans Le Figaro annonçant la mort de Georges Patinot.
Il signe le 30 janvier 1897 sous son pseudonyme Paul Diénay, l'article intitulé M. Brunetière et la conférence, article paru dans le Journal des débats Politiques et Littéraires.

## Œuvres
En lien avec ses activités de journaliste, Paul Bosq publie des ouvrages d'analyse et d'histoire politique dès 1867, avec Les Royautés du jour, jusqu'en 1908, date de publication de Souvenirs de l'Assemblée Nationale, 1871-1875, à Paris, chez Plon-Nourrit.
Au cours de cette période, il publie, entre autres : 
- Marseille et le Midi à l'Exposition universelle de 1878, 1879[17]
- Voyage autour de la République, 1884[18]
- Versailles et les Trianons, illustré par Goutzwiller, 1887[19]
- Le guignol parlementaire, 1900[20]

Il est co-auteur, avec Théodore Henry, du roman inédit Les treize femmes de Gaspard de Besse.

## Prix
- Prix Marcelin Guérin de l'Académie française pour Souvenirs de l’Assemblée nationale (1871-1874) en 1909

## Distinctions
- Chevalier de la Légion d'honneur (1894)